# Charles Malamoud
Charles Malamoud (Chișinău, 5 dicembre 1929) è uno storico delle religioni, orientalista e indologo francese.
Studioso della cultura sanscrita Charles Malamoud ha approfondito i riti sacrificali della religione vedica con particolare attenzione al ruolo della vāc, la parola che si manifesta nelle formule del sacrificio il cui compito, secondo questa tradizione religiosa, è quello di ricreare costantemente il mondo seguendo una dimensione atemporale.
Laureatosi all'università della Sorbona di Parigi dove ha conseguito le licenze in "Lettere" e in "Russo", un diploma superiore in "Letteratura comparata", un attestato di studi in "Indologia, Charles Malamoud 'è stato successivamente allievo dei linguisti Émile Benveniste  e Louis Renou di cui ha per lungo tempo seguito i seminari di ricerca. 
Già assistente di Filologia classica e di Sanscrito all'Università di Lione,  dal 1972 è stato prima ‘'maître de conférences'’ e, successivamente,  direttore  “Religioni dell'India” all'École pratique des hautes études (sezione Scienze religiose).

## Opere
- Le sacrifice dans l'Inde ancienne (con Madeleine Biardeau). Parigi, PUF, 1976;
- Le svâdhyâya, récitation personnelle du Veda. Parigi, Boccard, 1977;
- Le voyage au-delà des trois mers d' Athanase Nikitine. Parigi, Maspéro, 1982;
- Cuire le monde; rite et pensée dans l'Inde ancienne. Parigi, La Découverte, 1989. In italiano: Cuocere il mondo. Rito e pensiero nell'India antica. Milano, Adelphi, 1994.
- Le jumeau solaire Parigi, Éditions du Seuil, 2005. In italiano: Il gemello solare. Milano, Adelphi, 2007.
- La danse des pierres : Etudes sur la scène sacrificielle dans l'Inde ancienne. Parigi, Éditions du Seuil, 2005. In italiano: La danza delle pietre. Studi sulla scena sacrificale nell'India antica. Milano, Adelphi, 2005.
- Féminité de la parole : Etudes sur l'Inde ancienne. Albin Michel, 2005. In italiano: Femminilità della parola. Miti e simboli dell'India antica. La Parola, 2008.